# Kobruvere
Kobruvere är en ort i Estland. Den ligger i Suure-Jaani kommun och landskapet Viljandimaa, i den centrala delen av landet, 110 km söder om huvudstaden Tallinn. Kobruvere ligger 93 meter över havet och antalet invånare är 178.
Terrängen runt Kobruvere är platt. Runt Kobruvere är det glesbefolkat, med 16 invånare per kvadratkilometer. Närmaste större samhälle är Viljandi, 14,2 km sydost om Kobruvere. I omgivningarna runt Kobruvere växer i huvudsak blandskog.